# Mladenovac
Mladenovac (serbisk kyrilliskaː Младеновац) är en ort i Grad Beograd i Serbien. År 2011 hade orten 23 609 invånare.

## Bilder

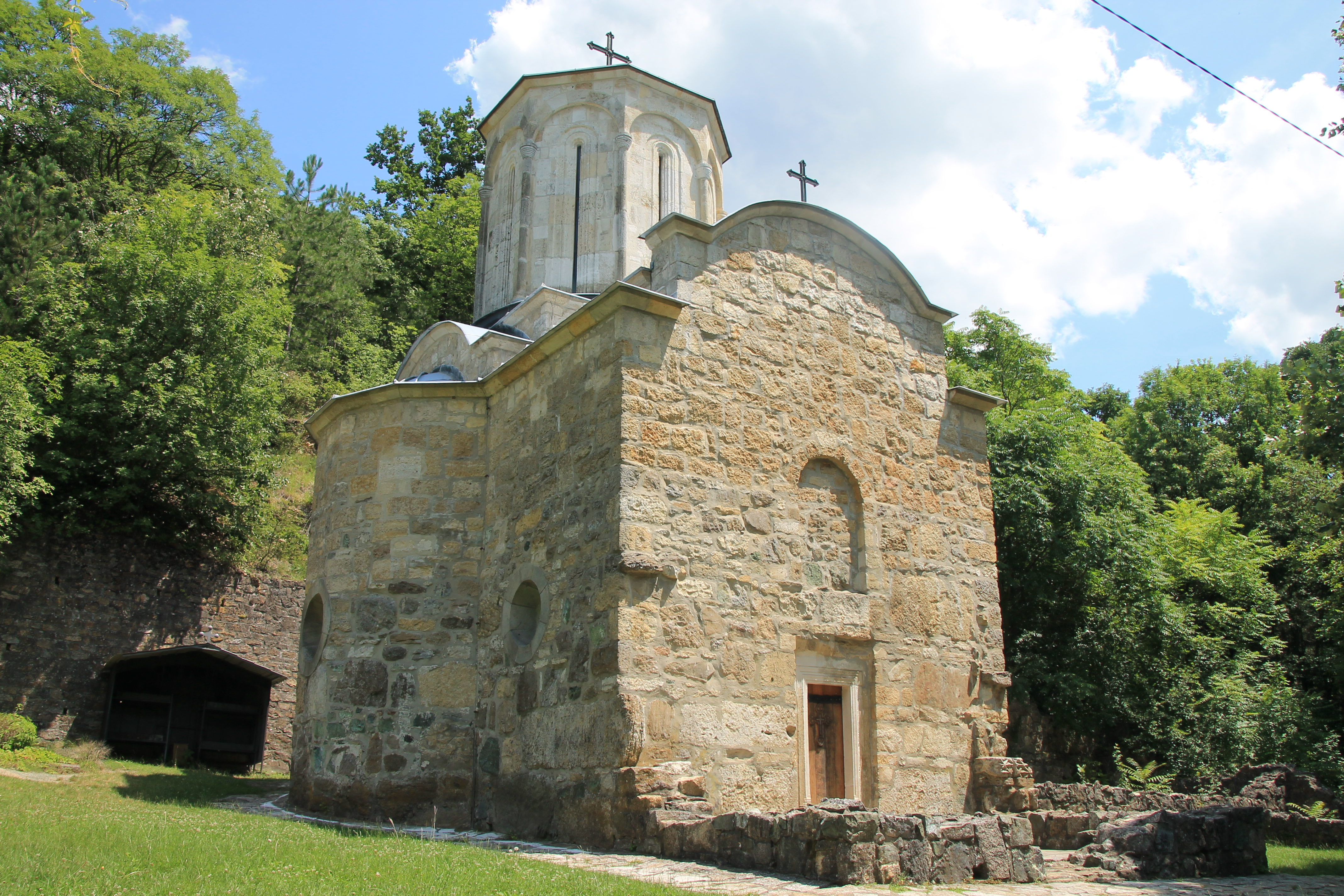
Manastir Pavlovac.
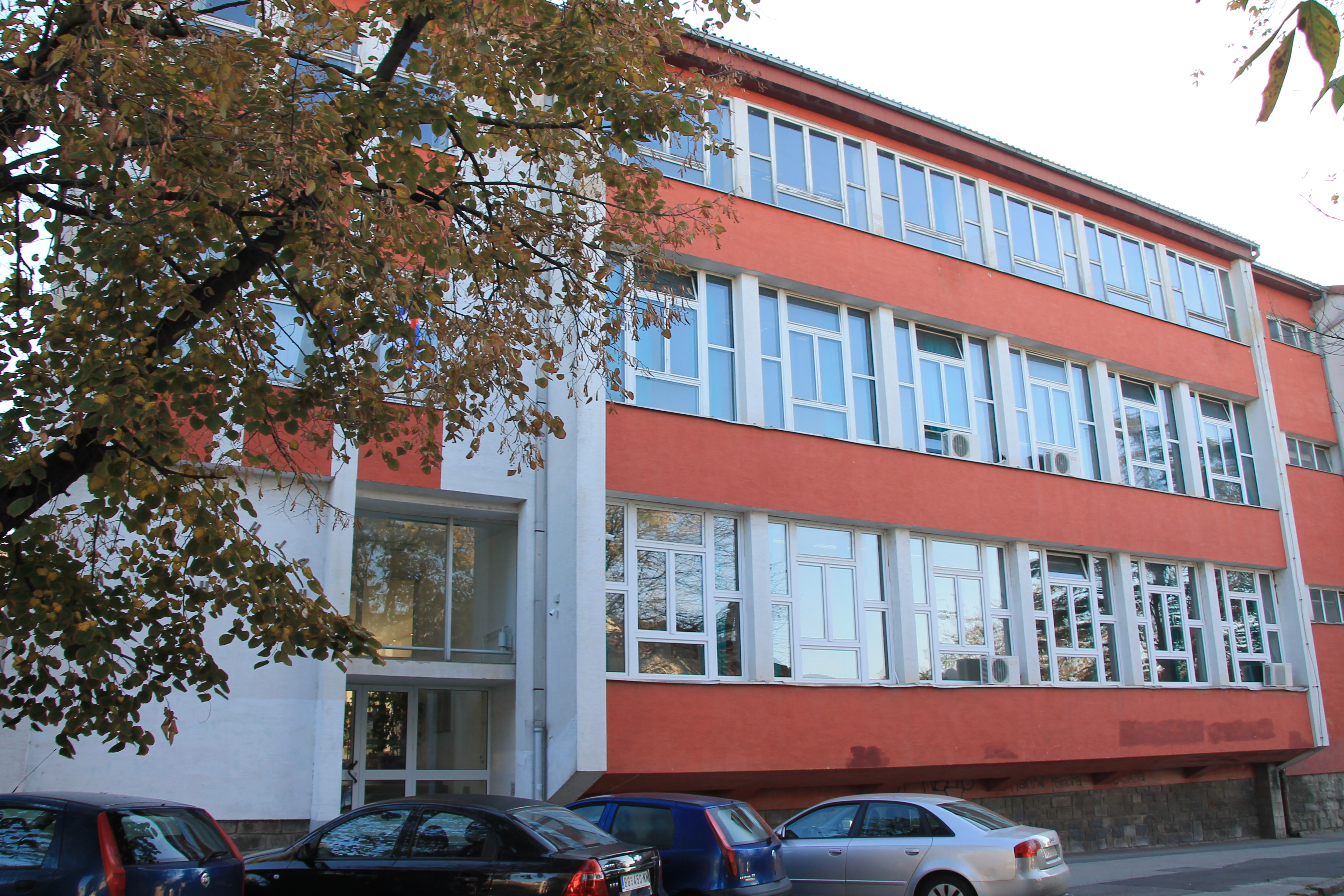
Skola i Mladenovac.